# Сердитая тишина
«Сердитая тишина» (англ. The Angry Silence) — чёрно-белый британский драматический фильм 1960 года режиссёра Гая Грина с Ричардом Аттенборо, Пьер Анджели, Майклом Крейгом и Бернардом Ли в главных ролях.

## Сюжет
У фабричного рабочего Тома Кёртиса двое детей, его жена Анна беременна, что ставит их финансовое положение в затруднение. Следовательно, он отказывается принимать участие в неофициальной забастовке, потому как это приведёт к увольнению и потере заработка. Та запланирована активистом Трэверсом и организована профсоюзным управляющим Бертом Коннолли.
Те, кто продолжает работать вопреки указаниям профсоюзных лидеров, подвергаются нападениям неизвестных, по причине чего вынуждены присоединиться к бастующим. Работать продолжает лишь Кёртис.
Когда забастовка заканчивается, Тома обвиняют в том, что он штрейкбрехер и предатель, вынуждая переехать в Ковентри. Затем, когда антипрофсоюзные газеты берут у него интервью и сообщают о его тяжелом положении, Коннолли требует увольнения Кёртиса. Руководство опасается, что продолжение публичной огласки будет означать потерю крупного контракта, в то время как некоторые работники берут дело в свои руки.

## В ролях
- Ричард Аттенборо — Том Кёртис
- Пьер Анджели — Анна Кёртис
- Майкл Крейг — Джо Уоллес
- Бернард Ли — Берт Коннолли
- Альфред Бёрк — Трэверс
- Джеффри Кин — Дэвис
- Стивен Линдо — Брайан
- Лоуренс Нейсмит — Мартиндейл
- Брайан Бедфорд — Эдди
- Оливер Рид — Мик
- Фредерик Пейсли — Льюис

## Производство
Кеннет Мор изначально рассматривался на роль Тома Кёртиса, но отказался, когда ему предложили главную роль в военной драме «Потопить „Бисмарк“!».
Все члены съёмочной группы отказались от части зарплаты.

## Восприятие
На Rotten Tomatoes фильм имеет рейтинг 80 % на основе отзывов 5 критиков.
После выхода «Сердитой тишины» Ричард Аттенборо посетил Клуб рабочих в Абердэре, отказывавшийся показывать фильм. Многие подобные клубы запретили его демонстрацию из-за его антизабастовочного сюжета. Однако после того, как Аттенборо объяснил свою позицию, горняки разрешили его показ. Это было важно и потому, что в 1960-е годы такие киносеансы требовались для увеличения продаж билетов.
Фильм был представлен на 10-м МКФ в Берлине, где получил три награды, включая приз ФИПРЕССИ. Также на его счету номинация на «Оскар» за лучший оригинальный сценарий, одна премия и 4-е номинации на БАФТА и ряд других наград.
Он получил положительные отзывы в Великобритании и США. Variety написал, что Гай Грин режиссировал «тихо и умело, позволяя фильму говорить самому за себя». Сам Грин считал этот фильм одной из самых важных вех в своей карьере.